# フィッシュマンズ
フィッシュマンズ（Fishmans）は、1987年に結成された日本のロックバンド。世界最大の音楽レビューサイト「Rate Your Music」では日本のアーティストグループとして最高評価を得ており、海外の音楽リスナーから強い支持を受けている。

## 略歴
1987年、佐藤伸治（ボーカル・ギター・コルネット）・小嶋謙介（ギター）・茂木欣一（ドラムス・コーラス）の3名で結成。当時、全員が明治学院大学の学生であり、佐藤と茂木は「ソングライツ」、小嶋は「ライトミュージックソサエティ（L.M.S）」という軽音楽サークルに所属していた。その後、1988年に柏原譲（ベース）が、1990年にハカセ（キーボード）が加入し、5人体制となる。
バンド名の由来についてはメキシコに実在した覆面レスラー、フィッシュマンから佐藤が命名したと結成当時のインタビューで答えているが、後のインタビューでの回答と一致せず、真相は不明（なお佐藤は実際にプロレス愛好家だった）。なお、ライブのMCの際のみ定冠詞を付けた「ザ・フィッシュマンズ（The Fishmans）」と自称することが多い。
1991年、シングル『ひこうき』でヴァージン・ジャパンからメジャーデビュー。1995年にかけて5枚のアルバムを残す。
初期のフィッシュマンズはレゲエやロックステディを基調としたポップな楽曲を演奏していたが、ライブ及びレコーディングのキャリアを重ねるにつれ、それらのジャンルの要素に加え、ダブ、エレクトロニカ、ロック、ファンク、ヒップホップなどの要素を取り入れた独自のサウンドを構築。スタジオ制作・ライヴパフォーマンスの両面において展開していった。その過程では、当初PAエンジニアであったZAKのレコーディングへの参加、小嶋・ハカセらデビュー当初のメンバーの脱退とそれに伴うサポートミュージシャンの参加、レーベルの移籍に伴う制作環境の変化（ワイキキビーチ／ハワイスタジオの設立）といった様々な状況の変化があった。
1995年、ポリドールへの移籍後リリースした初のシングル『ナイトクルージング』がチャートイン。1996年のアルバム『空中キャンプ』はその高い完成度とオリジナリティで好評を博し、音楽業界において一躍注目を集めるようになった。DJなどクラブミュージック界隈からも高い評価を受け、この頃からテクノ系の雑誌やサブカルチャー系の雑誌にもたびたび取り上げられるようになった。続くアルバム『LONG SEASON』では35分超の表題曲1曲のみ収録という試みに挑戦。ワイキキビーチ／ハワイスタジオで制作した最後の作品となった1997年のアルバム『宇宙 日本 世田谷』では静謐で内向的ながらグルーヴを感じさせる独自のサウンドを確立。緊張感と高揚感をあわせもったこれら一連の作品群はのちに「世田谷三部作」と呼ばれ、90年代後半の日本の音楽シーンにおいて大きな存在感を示すようになった。また、ライブ活動も精力的に行ない、デビュー以来培ったリズム隊の強固なグルーヴとサポート陣を含めた立体的なアンサンブル、佐藤の唯一無二のヴォーカルに加え、大作「LONG SEASON」のライヴでの再現や、既存曲をスタジオ版から大胆にリアレンジする野心的なパフォーマンスにより、ライヴ・バンドとしての評価も確固たるものとなっていった。一方でZAKの離脱やワイキキビーチ／ハワイスタジオの閉鎖など、バンドを取り巻く環境は変化し続けていた。
1998年、「男達の別れ」ツアーの最終公演を最後に柏原が脱退。佐藤・茂木の2名体制となる。
1999年3月15日、佐藤が死去。ほとんどの楽曲の作詞・作曲とヴォーカルを担当していた佐藤を失い、バンドとしての活動は休止を余儀なくされる。
2005年、RISING SUN ROCK FESTIVALで再始動ライブを敢行。メインヴォーカルは茂木のほかゲストヴォーカリストらが担当し、以後も様々なゲストミュージシャンを迎えながら断続的にライブ活動を行っている。
2021年、結成当初から現在までの映像素材や歴代のメンバー・関係者らへのインタビューを収録したドキュメンタリー映画『映画：フィッシュマンズ』が公開された。
海外のリスナーからも高い評価を得ており、アメリカの音楽レビューサイト「Rate Your Music」では『98.12.28 男達の別れ』が「top albums of all-time」において日本のアルバムとして最高位である18位に、また「Live」部門では1位にランクインしている（2021年8月時点）。また、「Long Season」が「top album of all time」にて30位、「宇宙　日本　世田谷」が同じく「top album of all time」にて187位にランクインしている（2023年8月時点）。

## メンバー
茂木欣一（もてぎ きんいち、1967年12月15日 - ）
ドラムス、コーラス担当。再始動後の活動では、楽曲によりメインヴォーカルを担当することもある。結成時から在籍。サークル「ソングライツ」では佐藤の2年後輩。
時期は不詳ながら、遅くともハカセの脱退前からフィッシュマンズのリーダーに指名され、その任を担っている。
2001年、東京スカパラダイスオーケストラに正式に加入。
MariMari rhythmkiller machinegunでもドラムスを担当している。
柏原譲、加藤隆志（東京スカパラダイスオーケストラ）と「So many tears」を結成し活動している。

### 死去したメンバー
佐藤伸治（さとう しんじ、1966年2月16日 - 1999年3月15日）
ボーカル、ギター、コルネット、楽曲のほぼ全ての作詞、作曲を担当。
結成前は「時間」というアマチュアバンドに在籍していた。
1999年3月15日に死去。33歳没。

### 過去のメンバー
小嶋謙介（おじま けんすけ、1966年1月28日 - ）
ギター、ボーカル担当。結成時から1994年まで在籍。
一部の楽曲で作詞・作曲も手がけた。小嶋が作詞・作曲し自身の脱退後もフィッシュマンズのライブで演奏されていた楽曲としては「土曜日の夜」などがある。
脱退後はグラフィックデザイナーとしてgreen.を立ち上げ、音楽・映画関連のデザインを行なっているほか、DJとしても活動している。
1999年3月20日、佐藤の音楽葬にギターで参加。脱退以来となるフィッシュマンズのメンバーとの演奏を披露した。
2005年のフィッシュマンズ再始動後はギタリストとしてライブに出演することがあり、フィッシュマンズ関連のアートワークを担当することもある。
ハカセ（はかせ、1967年 - ）
キーボード、サンプラー担当。1990年から1995年まで在籍。
一部の楽曲で作詞・作曲やリミックスも手がけた。ハカセが作詞・作曲し自身の脱退後もフィッシュマンズのライブで演奏されていた楽曲としては「オアシスへようこそ」などがある。またレコード版『MELODY』に収録の「NIYABINGHI BABY」（のちにベストアルバム『空中』Disc-2にも収録）は「ハカセの手による"自主REMIX作品集"から、好評により取り上げられた一曲」である。
脱退後はソロ（HAKASE-SUN名義）やLITTLE TEMPO、KODAMA AND THE DUB STATION BANDのメンバーとして活動している。
1999年3月20日、佐藤の音楽葬にキーボードで参加。脱退以来となるフィッシュマンズのメンバーとの演奏を披露した。
2009年からは再始動したフィッシュマンズのライブに参加している。
柏原譲（かしわばら ゆずる、1968年12月20日 - ）
ベース、プログラミング担当。1988年から1998年まで在籍。サークル「ソングライツ」では佐藤の2年後輩であり、茂木の同期であった。
1998年12月28日の「男達の別れ」ツアーファイナルをもってバンドを脱退し、音楽業界からも一時引退したが、佐藤の没後に復帰。2005年から再始動したフィッシュマンズの活動に参加しているほか、So many tears、 Polaris、OTOUTAのメンバーとしての活動や、他のアーティストのプロデュース業も行っている。
久松
ベース、1987年夏から1988年5月3日まで在籍。留学を理由に脱退。『空中』Disc-2の「Blue Summer (Demo 1987)」のベースは久松の演奏によるもの。

### サポートメンバー
シュガー吉永（1966年11月11日 - ）
ギター担当。Buffalo Daughterのメンバー。小嶋脱退後、アルバム『ORANGE』のレコーディングにサポートで参加。『空中キャンプ』では「SLOW DAYS」に参加している。また、『Oh! Mountain』ツアーファイナルである1995年5月13日の新宿LIQUIDROOMでの公演には、当時サポートギターを担当していた小暮が小沢健二の武道館公演のため参加できず、吉永が出演している。　
木暮晋也（1966年12月17日 - ）
ギター担当。ヒックスヴィルのメンバー。ロッテンハッツ在籍時からメンバーと交流があり、小嶋の脱退後、小宮山聖と二人でライヴをサポートしていた時期がある。当時の演奏のうち、1994年12月21日に渋谷La.mamaで「ひこうき」にギターソロで参加した模様が『Oh! Mountain』に収録されている。なお、当日は小宮山が担当の公演であり、小暮は演奏の予定はなかったが、小暮が客席にいることを見つけた佐藤にギターを渡され、飛び入りで参加した。
1995年、「ワイキキビーチ／ハワイスタジオ」の立ち上げを手伝い、シングル『ナイトクルージング』〜アルバム『空中キャンプ』の制作に携わる。シングル『BABY BLUE』のカップリングではヒックスヴィルが「SUNNY BLUE」のリミックス（「SUNNY BLUE（HICSVILLE MIX）」。後に『宇宙』Disc-2にも収録）を担当した。
ヒックスヴィルの活動活発化に伴いフィッシュマンズの現場からは離れるが、2005年の再始動後はライヴに参加しており、その模様は『THE LONG SEASON REVUE』、『フィッシュマンズ - 2011/5/3 日比谷野外音楽堂LIVE "A PIECE OF FUTURE"』に収録されている。また、FISHMANS+名義として、ライヴ活動や『A PIECE OF FUTURE』に参加している。
小宮山聖（1966年12月28日 - ）
ギター担当。ザ・カスタネッツのメンバー。明治学院大学のサークル「ソングライツ」では佐藤の後輩、茂木・柏原の同期という間柄であった。アルバム『Oh！ Mountain』期のライブにてサポート参加しており、同作品にその演奏が収録されている。
ダーツ関口（関口道生、1963年3月3日 - ）
ギター担当。元SUPER BAD、TOMATOSのメンバー。1996年3月、小暮の後任として「若いながらも歴史あり」ツアーに参加して以降、ライヴ及びレコーディングをサポート。『LONG SEASON』から『8月の現状』までのアルバム、シングル『SEASON』、『MAGIC LOVE』、『ゆらめき IN THE AIR』に参加。また、参加したライヴの音源としては『98.12.28　男達の別れ』、『LONG SEASON '96〜7　96.12.26 赤坂 BLITZ』、『若いながらも歴史あり 96.3.2@新宿LIQUID ROOm』（リリース順）がある。
2005年の再始動後もライブ出演しており、その模様は『THE LONG SEASON REVUE』に収録されている。
HONZI（1967年2月15日 - 2007年9月27日）
キーボード、ヴァイオリン担当。『Oh! Mountain』収録の「BABY PIANO MIX」にコーラスとピアノで参加して以降、ライヴ及びレコーディングをサポート。『空中キャンプ』から『8月の現状』までのアルバム、シングル『SEASON』、『MAGIC LOVE』、『ゆらめき IN THE AIR』に参加。また、参加したライヴの音源としては『98.12.28　男達の別れ』、『LONG SEASON '96〜7　96.12.26 赤坂 BLITZ』、『若いながらも歴史あり 96.3.2 @新宿LIQUID ROOm』（リリース順）がある。
2005年の再始動後もライブ出演しており、その模様は『THE LONG SEASON REVUE』に収録されている。
自身のオリジナルアルバム『Two』（2000年）ではフィッシュマンズの「いい言葉ちょうだい」をカヴァーしている。
2007年9月27日死去。
zAk
サウンドミックス担当。フィッシュマンズの所属事務所「りぼん」の別のアーティストを手掛けていたマネージャーと知り合いだった縁からフィッシュマンズのライヴでPAエンジニアを担当することになり、以降、バンドの信頼を得て強力なタッグを組むようになる。
レコーディングエンジニアとしては1993年の3rdアルバム『Neo Yankees' Holiday』で初めて起用されて以降、『宇宙 日本 世田谷』までの全アルバムのエンジニアリングを手がける。また、4thアルバム『ORANGE』以降の作品では共同プロデューサーとしてもクレジットされている（「FISHMANS & ZAK」名義）。
1997年、シングル『WALKING IN THE RHYTHM』の制作を最後にいったんフィッシュマンズの現場から離脱するが、アルバム『98.12.28 男達の別れ』においては録音・編集を担当した。
2005年の再始動後、ライヴのPAエンジニアとして、また音源のリミックス・リマスタリングエンジニアとして参加している。

## 来歴

### 1985 - 1990年: 結成

#### 1985年（昭和60年）
- 佐藤が明治学院大学内の軽音楽サークル「ソングライツ」に入会する。入会当時はドラムスを担当[12]。小嶋が同大学の軽音楽サークル「L.M.S」に入会。入会当初からギターを担当。

#### 1987年（昭和62年）
- 茂木、柏原が「ソングライツ」に入会。夏頃、大学内の定期演奏会に出場するために佐藤・小嶋・茂木の3名でフィッシュマンズを結成する。その後、ベースとして久松が加入[12]。

#### 1988年（昭和63年）
- 5月、久松が脱退。
- 8月、柏原が加入して4人編成となる。
- 12月、インディーズのオムニバスCDの参加依頼を受け、六本木MOD STUDIOにて[21]翌年1月下旬まで2曲のレコーディングを実施。

#### 1989年（平成元年）
- 3月21日、フィッシュマンズ初の公式レコーディング楽曲として「いなごが飛んでる」「Special Night」の2曲を収録したオムニバスアルバム、『PaNic PaRadise』発売。
- 夏頃、「りぼん」（事務所）と契約[22]。

#### 1990年（平成2年）
- 3月28日の新宿LOFTでのライブから、ハカセがサポートメンバーとなる。
- 10月、ヴァージン・ジャパン(後にメディア・レモラスに社名変更)と契約を結ぶ。
- 11月、サポートメンバーだったハカセが正式メンバーとして加入し、デビュー時の5人編成となる。
- 12月23日、渋谷La.mamaでのワンマンライブでメジャーデビューすることを発表。

### 1991 - 1994年: メジャーデビュー〜ヴァージン・ジャパン時代

#### 1991年（平成3年）
- 2月、レコーディングのためメルボルン（オーストラリア）へ飛ぶ。
- 4月21日、シングル『ひこうき』でヴァージン・ジャパンよりメジャーデビュー。
- 5月21日、1stアルバム『Chappie, Don't Cry』をリリース。
- 7月21日、シングル『いなごが飛んでる』をリリース。
- 11月7日、初のミニアルバム『Corduroy's Mood』をリリース。

#### 1992年（平成4年）
- 1月から3月まで放送されたフジテレビ系ドラマ『90日間トテナム・パブ』のオープニングテーマとして『100ミリちょっとの』が使用される[12]。
- 2月5日、シングル『100ミリちょっとの』をリリース。
- 10月21日、2ndアルバム『KING MASTER GEORGE』をリリース。
- 12月から翌3月まで、フジテレビ系『わんわんバラエティ・スターはポチだ！』のオープニングテーマに『いなごが飛んでる』、エンディングに『Walkin'』が使用される[12]。

#### 1993年（平成5年）
- 2月19日、シングル『Walkin'』をリリース。
- 6月18日、シングル『いかれたBaby』をリリース。
- 7月21日、3rdアルバム 『Neo Yankees' Holiday』をリリース。
- 11月、オフィシャルファンクラブ「Neri」が発足する。

#### 1994年（平成6年）
- 2月2日、マキシシングル『Go Go Round This World!』をリリース。
- 5月18日、TBSホールでのライブをもって小嶋が脱退。
- 6月17日、マキシシングル『MELODY』をリリース。
- 同じ事務所「りぼん」に所属していたPLAGUESと共に「秋のライブハウスサーキット」ツアーを実施（オープニングアクト「PETE」）
- 10月21日、シングル『My Life』、4thアルバム『ORANGE』を同時リリース。
- 11月18日、『ORANGE』のアナログ盤をリリース。特典として佐藤によるオリジナルジャケット仕様となった[12]。
- 12月、12日から21日にかけて渋谷ON AIR EAST、神戸チキンジョージ、京都ミューズホール、広島ネオポリス、福岡DRUM Be-1、渋谷La.mama（ファンクラブイヴェント）にてライヴを行う。これらの公演で収録されたライヴ音源は翌年リリースされる『Oh! Mountain』の素材となった。

### 1995 - 1998年: ポリドール時代

#### 1995年（平成7年）
- 3月10日〜5月13日、『Oh! Mountain』ツアー開催。（オープニングアクト「PETE」）阪神・淡路大震災の影響により神戸公演は中止となった。
- 3月17日、5thアルバム『Oh! Mountain』をリリース。前年12月のライヴ演奏をもとにスタジオワークを施したもの。
- 春、レコード会社ポリドールへ移籍。
- 7月6日よりアルバム『空中キャンプ』のレコーディングに突入。
- 8月5日、移籍条件の一つとしていた「プライベートスタジオ」が完成、「ワイキキビーチ／ハワイスタジオ」と名付け、入居[12]。
- 9月19日、新宿LIQUID ROOMにて行われた『Let's Polydor』ライブを最後にハカセが脱退。以後のレコーディングは木暮、HONZIらを迎えて、長期にわたって行われるようになった。
- 11月25日、シングル『ナイトクルージング』をリリース。
- 12月2日〜12月15日、『Nice Choice Tour』を開催。

#### 1996年（平成8年）
- 2月1日、6thアルバム『空中キャンプ』をリリース。いわゆる「世田谷三部作」の1作目。オリコンチャートで最高88位を記録する。同日から3月2日まで『若いながらも歴史あり』ツアー開催。
- 3月27日、シングル『BABY BLUE』をリリース。
- 9月26日、シングル『SEASON』をリリース。
- 10月25日、7thアルバム『LONG SEASON』をリリース。「世田谷三部作」の2作目。オリコンチャートで最高100位を記録する。
- 12月3日〜12月26日、『LONG SEASON '96～7』ツアー開催。

#### 1997年（平成9年）
- 2月末〜6月4日まで、フィッシュマンズ史上最長となった『宇宙 日本 世田谷』のレコーディングに入る。
- 7月2日、シングル『MAGIC LOVE』をリリース。
- 7月24日、8thアルバム『宇宙 日本 世田谷』をリリース。「世田谷三部作」の3作目。オリコンチャートで最高121位を記録する。
- 8月4日、建物の契約終了に伴い「ワイキキビーチ／ハワイスタジオ」が閉鎖される。
- 10月22日、シングル『WALKING IN THE RHYTHM』をリリース。
- 12月9日〜12月12日、『WALKING IN THE 奥田イズム』ツアー開催。

#### 1998年（平成10年）
- 3月13日〜3月20日、『低音バッシュ』ツアー開催。
- 8月19日、ライブ・アルバム『8月の現状』をリリース。
- 8月22日〜10月10日、『8月の現状』ツアー開催。
- 12月2日、シングル『ゆらめき IN THE AIR』をリリース。
- 12月17日〜12月28日、『男達の別れ』ツアー開催。
  - 12月27日、28日に『男達の別れ』ツアーファイナルが赤坂BLITZで行われ、これを以って柏原が脱退。また、結果としてこれが佐藤生前の最後のライブとなった。

### 1999年 - ：活動休止

#### 1999年（平成11年）
- 3月15日、佐藤が死去。 同時にバンドの活動休止を余儀なくされた。
- 3月17日、ビデオ『Three Birds & MORE FEELING』及び初期のベスト・アルバム『Fishmans 1991-1994 singles & more』を同時リリース。
- 7月11日〜7月15日、ライヴイベント「フィッシュマンズ的組合」3公演が開催される。茂木を中心に、サポート勢などが参加。
- 9月29日、佐藤の生前最後のステージを収録したライヴ・アルバム『98.12.28 男達の別れ』がリリースされる。

#### 2000年（平成12年）
- 2月、佐藤が作詞したフィッシュマンズの楽曲の歌詞を収めた詩集『ロングシーズン-佐藤伸治詩集』が発売される。
- 11月、ビデオ+ライヴ・イベント「映像キャンプ2000 〜記憶の増大〜」を新宿LIQUID ROOMで開催。ビデオ・コンサート+映像にシンクロしたライヴ演奏のイベント。

#### 2001年（平成13年）
- 4月、ビデオ+ライヴ・イベント「映像キャンプ2001 〜記憶の増大〜」大阪・名古屋公演が開催される。

#### 2004年（平成16年）
- 4月、UA、曽我部恵一、クラムボンなどが参加したトリビュートアルバム『SWEET DREAMS for fishmans』が発売される。

### 2005年: 再始動〜現在

#### 2005年（平成17年）
- 8月19日、ライジング・サン・ロックフェスティバルにて4年ぶりのライブ。ゲストボーカルに、原田郁子、永積タカシ、UA、忌野清志郎、BIKKEらを迎える。
- 11月、再びゲストボーカルを迎え、東京、愛知、大阪にて「LONG SEASON REVUE」と銘打ったライブツアーを行う。東京公演のアンコール曲「チャンス」では『Chappy Don't Cry』のプロデューサー・こだま和文がトランペットで参加。

#### 2006年（平成18年）
- 3月25日、前述の「LONG SEASON REVUE」の模様を収めた映画『THE LONG SEASON REVUE』が公開される。
- 3月30日、詩集『ロングシーズン-佐藤伸治詩集』の新装版が発売される。
- 7月30日、フジロックフェスティバル「FIELD OF HEAVEN」にてライブ。ゲストボーカルに原田郁子、永積タカシ、UA、蔡忠浩（bonobos）、pocopen（SAKANA）、キセルらを迎える[23]。

#### 2007年（平成19年）
- 9月27日、HONZIが死去。

#### 2009年（平成21年）
- 3月25日、ポリドール移籍後の6作品が紙ジャケットにてSHM-CDで再発。
- 7月15日、初期8作品が紙ジャケットにてHQCDで再発。
- 8月28日、SWEET LOVE SHOWERの初日にUAをボーカルに迎え「FISHMANS:UA」名義でライブを行う。ハカセ（HAKASE-SUN）がキーボードとして参加。

#### 2011年（平成23年）
- 5月3日、日比谷野外音楽堂にてA Piece Of Futureを開催。ゲストボーカルに七尾旅人、ハナレグミ、原田郁子（クラムボン）、やくしまるえつこ（相対性理論）、MCとしてBose（スチャダラパー）、ギタリストとして小山田圭吾、永井聖一（相対性理論）、バイオリンで勝井祐二（ROVO）らを迎える。オリジナルメンバーである小嶋も出演。

#### 2012年（平成24年）
- 4月15日、TOKYO FM & JFN present EARTH×HEART LIVE 2012においてサカナクションと対バン。ゲストボーカルにの子（神聖かまってちゃん）、原田郁子（クラムボン）らを迎える。
- 8月11日、RISING SUN ROCK FESTIVAL 2012 in EZOに出演。
- 9月30日、東京スカパラダイスオーケストラ主催のイベント『トーキョーナイトクルージング』に出演。

#### 2014年（平成26年）
- 5月5日、VIVA LA ROCK2014出演。
- 8月16日、RISING SUN ROCK FESTIVAL 2014 in EZOに出演。

#### 2015年（平成27年）
- 4月25日、ARABAKI ROCK FEST.2015に出演。
- 9月5日、OTODAMA'15～音泉魂～"闘魂編"に出演。

#### 2016年（平成28年）
- 6月29日、ライヴアルバム『LONG SEASON '96～7 96.12.26 赤坂BLITZ』発売。監修は茂木欣一。
- 7月、東京・愛知・大阪をまわる約11年ぶりのツアー『FISHMANS TOUR “LONG SEASON 2016”』を開催。ツアーメンバーは茂木、柏原、HAKASE-SUN、木暮、関口、勝井、原田、zAkの8人[24]。

#### 2018年（平成30年）
- 8月1日、アナログベスト『Blue Summer 〜Selected Tracks 1991-1995〜』発売。
- 8月8日、ZAKによるリミックス「ナイトクルージング 2018」を含むアナログベスト『Night Cruising 2018』発売。
- 8月10日、『RISING SUN ROCK FESTIVAL 2018 in EZO』出演。メンバーは茂木、柏原、木暮、関口、沖祐市、原田、ハナレグミ[25]。
- 11月、10インチアナログ盤『ナイトクルージング 2018』発売。

#### 2019年（平成31年/令和元年）
- 2月19日、ライヴイベント『闘魂2019』開催。
- 9月7日、OTODAMA'18-19～音泉魂～に出演。

#### 2020年（令和2年）
- 6月14日、完全無観客ライヴ『FISHMANS AR LIVE「INVISIBILITY」』をdommuneにて配信。

#### 2021年（令和3年）
- 4月21日、デビュー30周年記念イベント『Time passes and the future is now』を配信。茂木、小嶋、HAKASE-SUN、小暮、原田らが出演。生演奏も披露した。
- 5月29日、ライヴアルバム『若いながらも歴史あり 96.3.2@新宿LIQUID ROOm』発売。
- 6月30日、詩集『ロングシーズン-佐藤伸治詩集』にファンクラブ会報誌「POOL」内連載コラム「DE LA POET」に掲載されていた佐藤の詩を新たに収録した増補版が発売される。
- 7月9日、『映画：フィッシュマンズ』公開。同月22日には観客動員数が1万人を突破したことが[26]、また同月30日には観客動員数が15,000人を突破したことが発表された[27]。

#### 2022年（令和4年）
- 9月11日、"WIND PARADE ’22"に出演。[28]

## ディスコグラフィ

### シングル・マキシシングル
| タイトル                                 | 発売日                                     | 規格品番     | 最高位 | 備考                                                       |
| ---------------------------------------- | ------------------------------------------ | ------------ | ------ | ---------------------------------------------------------- |
| ひこうき                                 | 1991年4月21日                              | VJDA-00002   | -      | -                                                          |
| いなごが飛んでる（東京タワーミックス）   | 1991年7月21日                              | VJDA-00004   | -      | -                                                          |
| 100ミリちょっとの                        | 1992年2月5日                               | VJDA-00008   | -      | -                                                          |
| Walkin'                                  | 1993年2月19日                              | MRDA-00009   | -      | -                                                          |
| いかれたBaby                             | 1993年6月18日                              | MRDA-00014   | -      | -                                                          |
| Go Go Round This World!                  | 1994年2月2日                               | MRCA-10010   | -      | マキシシングル                                             |
| Go Go Round This World!                  | 1998年3月18日                              | PCCAX-00008  | -      | マキシシングル リイシュー盤                                |
| Go Go Round This World!                  | 2009年7月15日                              | PCCA-50130   | -      | マキシシングル HQCD盤                                      |
| Go Go Round This World!                  | 2016年4月20日                              | PCJA-00059-8 | -      | LP BOX盤                                                   |
| Go Go Round This World!                  | 2016年10月19日                             | PCCA-50254   | -      | マキシシングル UHQCD盤                                     |
| Go Go Round This World!                  | 2022年3月30日                              | PCJA.00095   | -      | 30th記念 180g重量盤                                        |
| MELODY                                   | 1994年6月17日                              | MRCA-10016   | -      | マキシシングル                                             |
| MELODY                                   | 1994年6月17日                              | MRJA-08001   | -      | アナログ盤                                                 |
| MELODY                                   | 1998年3月18日                              | PCCAX-00009  | -      | マキシシングル リイシュー盤                                |
| MELODY                                   | 2009年7月15日                              | PCCA-50131   | -      | マキシシングル HQCD盤                                      |
| MELODY                                   | 2016年4月20日                              | PCJA-00059-9 | -      | LP BOX盤                                                   |
| MELODY                                   | 2016年10月19日                             | PCCA-50255   | -      | マキシシングル UHQCD盤                                     |
| MELODY                                   | 2022年3月30日                              | PCJA.00096   | -      | 30th記念 180g重量盤                                        |
| MY LIFE                                  | 1994年10月21日                             | MRDA-00043   | -      | -                                                          |
| ナイトクルージング                       | 1995年11月25日                             | PODH-1288    | -      | -                                                          |
| BABY BLUE                                | 1996年3月27日                              | PODH-1304    | -      | -                                                          |
| SEASON                                   | 1996年9月25日                              | PODH-1324    | -      | -                                                          |
| SEASON                                   | 2007年6月27日 同年12月26日アンコールプレス | UPJH-9322    | -      | LP BOX盤                                                   |
| MAGIC LOVE                               | 1997年7月2日                               | PODH-1367    | -      | -                                                          |
| WALKING IN THE RHYTHM                    | 1997年10月22日                             | POCH-1653    | -      | マキシシングル                                             |
| WALKING IN THE RHYTHM                    | 2007年6月27日 同年12月26日アンコールプレス | UPJH-9323    | -      | LP BOX盤                                                   |
| ゆらめき IN THE AIR                      | 1998年12月2日                              | PODH-1450    | -      | CD                                                         |
| ゆらめき IN THE AIR                      | 1998年12月2日                              | POJH-1028    | -      | アナログ盤                                                 |
| ゆらめき IN THE AIR                      | 2007年6月27日 同年12月26日アンコールプレス | UPJH-9324    | -      | LP BOX盤                                                   |
| いかれたBaby/感謝 (驚)/Weather Report    | 2005年11月9日                              | UPCH-5345    | 31位   | -                                                          |
| SEASONS (LIFE)                           | 2006年3月22日                              | UPCH-5383    | 67位   | CD+DVD                                                     |
| いかれたBaby                             | 2016年4月20日                              | 不明         | -      | 7inchアナログ盤 LP BOX HMV限定特典                         |
| いかれたBaby                             | 2021年6月18日                              | BRKA-00003   | -      | 7inchアナログ盤 『映画：フィッシュマンズ』ムビチケ購入特典 |
| ナイトクルージング / Night Cruising 2018 | 2018年11月3日                              | UPKY-9012    | 135位- | 10inchアナログ盤                                           |

### オリジナルアルバム
『Oh! Mountain』及び『8月の現状』はライヴテイクを素材にしたものではあるものの、スタジオでの加工・編集が行われていることから、オリジナルアルバムに含めた。
| タイトル             | 発売日                                     | 規格品番          | 最高位                | 備考                           |
| -------------------- | ------------------------------------------ | ----------------- | --------------------- | ------------------------------ |
| Chappie, Don't Cry   | 1991年5月21日                              | VJCA-00004        | -                     | ヴァージン・ジャパン盤         |
| Chappie, Don't Cry   | 1992年11月20日                             | MRCA-20007        | -                     | メディア・レモラス盤           |
| Chappie, Don't Cry   | 1998年2月18日                              | PCCA-01182        | -                     | ポニー・キャニオン再発盤       |
| Chappie, Don't Cry   | 1998年5月20日                              | PCJA-00031        | -                     | LP2枚組 2500枚限定             |
| Chappie, Don't Cry   | 2009年7月15日                              | PCCA-50124        | -                     | HQCD盤                         |
| Chappie, Don't Cry   | 2016年9月7日                               | PCCA-50245        | -                     | UHQCD盤                        |
| Chappie, Don't Cry   | 2016年4月20日                              | PCJA-00059-1/2    | -                     | LP BOX盤                       |
| Chappie, Don't Cry   | 2021年8月4日                               | PCJA-00086        | 67位                  | 30th記念 180g重量盤LP          |
| King Master George   | 1992年10月21日                             | MRCA-10001        | -                     | メディア・レモラス盤           |
| King Master George   | 1998年3月18日                              | PCCA-01183        | -                     | ポニー・キャニオン再発盤       |
| King Master George   | 1998年5月20日                              | PCJA-00032        | -                     | LP2枚組 2500枚限定             |
| King Master George   | 2009年7月15日                              | PCCA-50125        | -                     | HQCD盤                         |
| King Master George   | 2016年4月20日                              | PCJA-00059-4/5    | -                     | LP BOX盤                       |
| King Master George   | 2016年9月7日                               | PCCA-50246        | -                     | UHQCD盤                        |
| King Master George   | 2021年8月4日                               | PJCA-00087        | 65位                  | 30th記念 180g重量盤LP（2枚組） |
| Neo Yankees' Holiday | 1993年7月21日                              | 不明              | -                     | メディア・レモラス盤           |
| Neo Yankees' Holiday | 1998年3月18日                              | PCCAX-00007       | -                     | ポニー・キャニオン再発盤       |
| Neo Yankees' Holiday | 1998年5月20日                              | PCJA-00033        | -                     | LP2枚組 2500枚限定             |
| Neo Yankees' Holiday | 2009年7月15日                              | PCCA-50126        | -                     | HQCD盤                         |
| Neo Yankees' Holiday | 2016年4月20日                              | PCJA-00059-6/7    | -                     | LP BOX盤                       |
| Neo Yankees' Holiday | 2016年9月7日                               | PCCA-50247        | -                     | UHQCD盤                        |
| Neo Yankees' Holiday | 2021年8月4日                               | PCJA-00088        | 49位                  | 30th記念 180g重量盤LP（2枚組） |
| ORANGE               | 1994年9月21日                              | MRCA-10019        | -                     | メディア・レモラス盤           |
| ORANGE               | 1998年11月18日                             | PCCAX-00010       | -                     | ポニー・キャニオン再発盤       |
| ORANGE               | 1998年5月20日                              | MRJA-08002        | -                     | LP                             |
| ORANGE               | 2009年7月15日                              | PCCA-50127        | -                     | HQCD盤                         |
| ORANGE               | 2016年4月20日                              | PCJA-00059-10     | -                     | LP BOX盤                       |
| ORANGE               | 2016年9月7日                               | PCCA-50248        | -                     | UHQCD盤                        |
| ORANGE               | 2021年10月20日                             | PCJA-90           | -                     | 30th記念 180g重量盤LP（1枚組） |
| Oh! Mountain         | 1995年3月17日                              | 不明              | -                     | メディア・レモラス盤           |
| Oh! Mountain         | 1995年3月17日                              | 不明              | -                     | LP                             |
| Oh! Mountain         | 1998年4月17日                              | PCCA-01196        | -                     | ポニー・キャニオン再発盤       |
| Oh! Mountain         | 2009年7月15日                              | PCCA-50128        | -                     | HQCD盤 紙ジャケ                |
| Oh! Mountain         | 2016年4月20日                              | PCJA-00059-11/12  | -                     | LP BOX盤                       |
| Oh! Mountain         | 2016年9月7日                               | PCCA-50249        | -                     | UHQCD盤                        |
| Oh! Mountain         | 2021年10月21日                             | PCJA-91           | -                     | 30th記念 180g重量盤LP（2枚組） |
| 空中キャンプ         | 1996年2月1日                               | POCH-1550         | -                     | 初回盤はカラー盤               |
| 空中キャンプ         | 1996年6月1日                               | POJH-1001/2（LP） | -                     | LP（2枚組）                    |
| 空中キャンプ         | 2007年6月27日 同年12月26日アンコールプレス | UPJH-9311/2       | -                     | LP BOX盤                       |
| 空中キャンプ         | 2009年3月25日                              | UMCC-9011         | -                     | SHM-CD盤                       |
| 空中キャンプ         | 2016年5月25日                              | UPJY-9031/2       | 88位                  | 25周年記念LP （2枚組）         |
| LONG SEASON          | 1996年10月25日                             | POCH-1602         | -                     | -                              |
| LONG SEASON          | 2009年3月25日                              | UMCC-9012         | -                     | SHM-CD盤                       |
| LONG SEASON          | 2007年6月27日 同年12月26日アンコールプレス | UPJH-9313         | -                     | LP BOX盤                       |
| LONG SEASON          | 2016年5月25日                              | UPJY-9033         | 100位（25周年記念LP） | 25周年記念LP                   |
| 宇宙 日本 世田谷     | 1997年7月24日                              | POCH-1602         | -                     | 初回盤はデジパック仕様         |
| 宇宙 日本 世田谷     | 1997年7月24日                              | POJH-1015/6（LP） | -                     | LP（2枚組）                    |
| 宇宙 日本 世田谷     | 2009年3月25日                              | UMCC-9013         | -                     | SHM-CD盤                       |
| 宇宙 日本 世田谷     | 2007年6月27日 同年12月26日アンコールプレス | UPJH-9314/5       | -                     | LP BOX盤                       |
| 宇宙 日本 世田谷     | 2016年5月25日                              | UPJY-9034/5       | 121位（25周年記念LP） | 25周年記念LP （2枚組）         |
| 8月の現状            | 1998年8月19日                              | POCH-1719         | -                     | 初回盤は3Dジャケット仕様       |
| 8月の現状            | 1998年8月19日                              | POJH-1024/5       | -                     | LP（2枚組）                    |
| 8月の現状            | 2007年6月27日 同年12月26日アンコールプレス | UPJH-9316/7       | -                     | LP BOX盤                       |
| 8月の現状            | 2009年3月25日                              | UMCC-9014         | -                     | SHM-CD盤                       |

### オリジナルミニアルバム
| タイトル        | 発売日         | 規格品番     | 最高位 | 備考                     |
| --------------- | -------------- | ------------ | ------ | ------------------------ |
| Corduroy's Mood | 1991年11月7日  | VJCA-10001   | -      | ヴァージン・ジャパン盤   |
| Corduroy's Mood | 1998年2月18日  | PCCA-01184   | -      | ポニー・キャニオン再発盤 |
| Corduroy's Mood | 2009年7月15日  | PCCA-50129   | -      | HQCD盤 紙ジャケ          |
| Corduroy's Mood | 2016年4月20日  | PCJA-00059-3 | -      | LP BOX盤                 |
| Corduroy's Mood | 2016年10月19日 | PCCA-50253   | -      | UHQCD盤                  |
| Corduroy's Mood | 2022年3月30日  | PCJA.00094   | -      | 30th記念 180g重量盤      |

### ベストアルバム
| タイトル                                                                    | 発売日        | 規格品番                                      | 最高位 | 備考        |
| --------------------------------------------------------------------------- | ------------- | --------------------------------------------- | ------ | ----------- |
| 1991-1994 singles & more                                                    | 1999年3月17日 | PCCA-01300                                    | -      | -           |
| Aloha Polydor                                                               | 1999年6月30日 | POCH-1809/6                                   | -      | -           |
| Aloha Polydor                                                               | 2009年3月25日 | UMCC-9015                                     | -      | SHM-CD盤    |
| 空中 ベスト・オブ・フィッシュマンズ                                         | 2005年4月21日 | PCCA-02127                                    | -      | CD（2枚組） |
| 宇宙 ベスト・オブ・フィッシュマンズ                                         | 2005年4月21日 | UICZ-4112/3                                   | -      | CD（2枚組） |
| 『ゴールデン☆ベスト』～ポリドール・イヤーズ～                               | 2010年12月8日 | UPCY-6632                                     | -      | -           |
| 空中 ベスト・オブ・フィッシュマンズ （-25th Anniversary Edition- UHQCD盤）  | 2016年4月6日  | PCCA-50228                                    | 184位  | -           |
| 宇宙 ベスト・オブ・フィッシュマンズ （-25th Anniversary Edition- SHM-CD盤） | 2016年4月6日  | UPCY-9457                                     | 186位  | -           |
| BLUE SUMMER～Selected Tracks 1991-1995～                                    | 2018年8月1日  | PCJA-00080                                    | 105位  | アナログ盤  |
| Night Cruising 2018                                                         | 2018年8月8日  | UPCY-7537（CD） UPJY-9075（12inchアナログ盤） | 61位   | アナログ盤  |

### ライヴ・アルバム
| タイトル                                    | 発売日                                     | 規格品番     | 最高位 | 備考                           |
| ------------------------------------------- | ------------------------------------------ | ------------ | ------ | ------------------------------ |
| 98.12.28 男達の別れ                         | 1999年9月29日                              | POCH-1855/6  | -      | CD（2枚組）                    |
| 98.12.28 男達の別れ                         | 2007年6月27日 同年12月26日アンコールプレス | UPJH-9318~21 | -      | LP BOX盤（2枚組）              |
| 98.12.28 男達の別れ                         | 2009年3月25日                              | UMCC-9016/7  | -      | SHM-CD盤（2枚組） 紙ジャケット |
| LONG SEASON '96〜7 96.12.26 赤坂 BLITZ      | 2016年6月29日                              | UPCY-7147/8  | 50位   | CD（2枚組）                    |
| 若いながらも歴史あり 96.3.2@新宿LIQUID ROOm | 2021年5月26日                              | UPCY-7714/5  | 46位   | CD（2枚組）                    |

### LPボックスセット
| タイトル                                                      | 発売日         | 規格品番     | 最高位 | 備考             |
| ------------------------------------------------------------- | -------------- | ------------ | ------ | ---------------- |
| Fishmans Rock Festival                                        | 2007年6月27日  | UPJH-9311~24 | -      | 14枚組LP BOX     |
| GO GO ROUND THIS WORLD!～FISHMANS 25th ANNIVERSARY RECORD BOX | 2016年04月20日 | PCJA-00059   | 187位  | 25周年記念LP BOX |

### オムニバス・アルバム
| タイトル       | 発売日        | 規格品番    | 最高位 | 備考 |
| -------------- | ------------- | ----------- | ------ | ---- |
| PaNic PaRadise | 1989年3月21日 | CAP-1022-CD | -      | -    |

### トリビュート・アルバム
| タイトル                  | 発売日        | 規格品番  | 最高位 | 備考 |
| ------------------------- | ------------- | --------- | ------ | ---- |
| SWEET DREAMS for fishmans | 2004年4月21日 | NGCS-1001 | -      | -    |

### FISHMANS+名義の音源
フィッシュマンズメンバーを中心に多数のアーティストが参加したプロジェクト「FISHMANS+」名義の作品。なお、フィッシュマンズ名義の「A PIECE OF FUTURE」の音源としては、スタジオ版は存在しないが、「宇宙 ベスト・オブ・フィッシュマンズ」のDISC-2にデモ版とライブ版が収録されている。
- A Piece Of Future（2011年4月11日）
  - 2011年3月28日にライヴ・ストリーミング・チャンネル〈DOMMUNE〉に出演した際のライヴ音源（配信限定でリリース）[50]。
- A PIECE OF FUTURE（2012年7月12日）
  - RZCM-59105
  - 最高位: 164位“A PIECE OF FUTURE”. 2021年8月31日閲覧。
  - 上記に新たなミックスを施した「A Piece of Future 2012」やそのリミックスを収録[51]。

### その他の音源
- 雑誌「米国音楽」vol.1  （1993年5月29日）
  - 付録CDに「BANANAMELON」を収録。この音源は後にベストアルバム『空中』Disc2に収録された。

### CD化されていない楽曲

#### 1988年頃
- 「素敵なダンス」「Happy Man」「おとなしかったのに」「ワンマン・バス」
  - 「素敵なダンス」「Happy Man」は「HISTORY OF FISHMANS」にライブ音源が収録された。

#### 1989年頃
- 「もう言わないで」「He's Running」「難しい顔」「SKA」「かなしい顔なんて」
  - 「もう言わないで」「SKA」は「HISTORY OF FISHMANS」にライブ音源が収録された。また、「SKA」は「映画：フィッシュマンズ」に演奏風景が収録された。

#### 1990年頃
- 「News」「ワンダラーズ」「くつ下」「X'MAS SONG」
  - 「くつ下」は「HISTORY OF FISHMANS」にデモ音源が収録された。

#### 1991年頃
- 「Monday's Night」「今日はちょっと」

#### 1992年頃
- 「いつまでも」「つきすぎたモンキー」「それはたぶん」「ウインナーソーセージ」
  - 上記4曲はDVD「Fishmans in SPACE SHOWER TV EPISODE.1」に収録された。

#### 1993年頃
- 「待ってる人」
  - 「HISTORY OF FISHMANS」にデモ音源が収録された。

## 映像作品

### VHS
- the three birds and more feelings （1999年3月17日）
  - ポリドール時代のビデオ・クリップ集。後にDVD化された。
- 記憶の増大 （2000年10月25日）
  - ポリドール時代のライヴを収録した2本組ライブビデオ。後にDVD化された。

### DVD
- the three birds and more feelings （2000年6月14日）
  - 2003年2月19日・2006年6月7日再リリース。
- 記憶の増大 （2000年11月11日）
  - 2枚組ライブDVD。2003年2月19日・2006年6月7日再リリース。
- 若いながらも歴史あり 96.3.2 @新宿LIQUID Room （2005年11月9日）
- 男達の別れ　98.12.28@赤坂BLITZ （2005年12月28日）
- THE LONG SEASON REVUE（2006年8月30日）
  - 再始動後の2005年に開催されたライブツアー「THE LONG SEASON REVUE」の模様を中心に構成された映像作品。劇場公開時の「梅田バージョン」「渋谷バージョン」の2つを再編集したDisc1とライヴ演奏を収めたDisc2の2枚組。
- フィッシュマンズ in SPACE SHOWER TV EPISODE.3 （2007年6月27日）
- フィッシュマンズ in SPACE SHOWER TV EPISODE.2 （2007年9月19日）
- フィッシュマンズ in SPACE SHOWER TV EPISODE.1 （2007年12月26日）
  - スペースシャワーTVのフィッシュマンズ関連の映像アーカイヴシリーズ。
- フィッシュマンズ - 2011/5/3 日比谷野外音楽堂LIVE "A PIECE OF FUTURE"（2012年）
  - 2011年5月3日の日比谷野外音楽堂でのライヴ"A PIECE OF FUTURE"の模様を収録したDVD2枚と特典DVD1枚のボックスセット。受注生産のみの販売。

### 映画
- FISHMANS present THE LONG SEASON REVUE 監督：川村ケンスケ 2006年3月25日公開 110分
- 映画：フィッシュマンズ 監督：手嶋悠貴 2021年7月9日公開 172分

### Blu-ray Disc
| タイトル                                      | 発売日       | 規格品番   | 最高位 | 備考 |
| --------------------------------------------- | ------------ | ---------- | ------ | --- |
| 映画：フィッシュマンズ                        | 2022年6月1日 | PCXE.51024 | -      | |
| 映画：フィッシュマンズ ＜スペシャルボックス＞ | 2022年6月1日 | PCXE.51025 | -      | 初回限定版。映画本編に加え「闘魂2019」のライブの模様とそのリハーサルを追ったドキュメンタリー作品「闘魂：フィッシュマンズ」が収録されている。 |

## タイアップ一覧
| 使用年 | 曲名                   | タイアップ                                                                                     |
| ------ | ---------------------- | ---------------------------------------------------------------------------------------------- |
| 1992年 | 100ミリちょっとの      | フジテレビ系 深夜ドラマ『90日間トテナム・パブ』オープニングテーマ                              |
| 1992年 | いなごが飛んでる       | フジテレビ系『わんわんバラエティ スターはポチだ!』オープニングテーマ（1992年12月 - 1993年3月） |
| 1992年 | Walkin'                | フジテレビ系『わんわんバラエティ スターはポチだ!』エンディングテーマ（1992年12月 - 1993年3月） |
| 1993年 | 誰かを捜そう           | フジテレビ系『SHOKUDAS』エンディングテーマ                                                     |
| 1997年 | ずっと前               | 任天堂 スーパーファミコン用ソフト「糸井重里のバス釣りNo.1」CMソング                            |
| 1997年 | MAGIC LOVE             | TBS系『COUNT DOWN TV』エンディングテーマ                                                       |
| 1997年 | WALKING IN THE RHYTHM  | NHK-FM『ミュージック・スクエア』1997年10・11月度エンディングテーマ                             |
| 2000年 | ナイトクルージング     | ビターズ・エンド配給映画『ランデブー』主題歌                                                   |
| 2006年 | SEASONS (LIFE）        | 東映ビデオ配給映画『THE LONG SEASON REVUE』主題歌                                              |
| 2010年 | MAGIC LOVE             | 東宝配給映画『BANDAGE バンデイジ』挿入歌                                                       |
| 2010年 | いかれたBaby           | テレビ東京系 ドラマ24『モテキ』第4話モテ曲                                                     |
| 2011年 | いかれたBaby           | 東宝配給映画『モテキ』モテ曲                                                                   |
| 2024年 | ごきげんはいかがですか | TOKYO MX ドラマ『飯を喰らひて華と告ぐ』主題歌                                                  |

## ヘビーローテーション/パワープレイ

### テレビ
| 放送年 | 曲名                  | ヘビーローテーション/パワープレイ          |
| ------ | --------------------- | ------------------------------------------ |
| 1997年 | WALKING IN THE RHYTHM | スペースシャワーTV 1997年11月度POWER PUSH! |

## 書籍
- 佐藤伸治『ロングシーズン 佐藤伸治詩集』河出書房新社（原著2000年2月1日）。ISBN 978-4309013343。
- 『FISHMANS 〜LONG SEASON REVUE〜』アスペクト（原著2006年3月18日）。ISBN 978-4757212596。
- 小野島大 編『フィッシュマンズ全書』小学館（原著2006年10月11日）。ISBN 978-4093876858。
- 『公式版 すばらしいフィッシュマンズの本』INFASパブリケーションズ〈STUDIO VOICE BOOKS〉（原著2010年6月30日）。ISBN 978-4904843062。
- 川崎大助『フィッシュマンズ - 彼と魚のブルーズ』河出書房新社（原著2011年2月19日）。ISBN 978-4309272368。
- 三田格・野田努 編『別冊ele-king 永遠のフィッシュマンズ』Pヴァイン（原著2021年6月9日）。ISBN 978-4909483959。
- 川崎大助『僕と魚のブルーズ 評伝フィッシュマンズ』株式会社イースト・プレス（原著2021年6月25日）。ISBN 978-4781619873。
- 佐藤伸治『ロングシーズン 増補版 佐藤伸治詩集』河出書房新社（原著2021年6月30日）。ISBN 978-4309029702。